# Darling (ゲーム)
『Darling』（だーりん）は、NESTより発売された声優・子安武人がプロデュースと主演をするWindows用女性向け恋愛アドベンチャーゲーム。

## Darling
2001年8月に発売され、人気バンドのボーカル兼ギタリスト加賀見琉から音声メールや写真、動画などを受け取り、メールで恋を育んでいく。本作のグラフィックは実際の写真が使われており、子安が声だけではなくグラフィックでも加賀見琉を演じている。

## Darling II Backlash
『Darling II Backlash』は攻略対象キャラクターが4人に増え、グラフィックが実写ではなくイラストになった。キャラクターデザインは『SLAM DUNK』や『頭文字D』で知られるアニメーターの佐藤正樹が担当。前作のメインキャラクターだった加賀見琉の兄で、今作のメインキャラクターとなるレーサーの加賀見慧も子安が演じており、それ以外のキャラクターも緑川光、森久保祥太郎といった女性ファンの人気が高い声優が担当。また子安武人の事務所の後輩である佐藤ミチルも出演している。尚、このキャスティングは子安本人によるオファで決定した。
本作はPlayStation 2移植版がディースリー・パブリッシャーより『Darling Special Backlash 恋のエキゾースト・ヒート』として発売され、追加要素として攻略対象キャラクターに加賀見琉が加えられた。

## 登場人物
香西 ひとみ（こうざい ひとみ）
声 - 無し
本作の主人公、平凡な日常に飽き、何かを変えたいと読者ライターとして応募し合格。車のこともレースのことも何もわからないままカーレースチーム「オングストローム」の取材をすることになる。ペットは読者ライターになる半年前に加賀見から譲り受けたハムスターのジェニファージュニア。

### 攻略対象
加賀見 慧（かがみ けい）
声 - 子安武人
28歳。10月5日生まれ。Ａ型。東京都出身。身長177cm。
「オングストローム」のチームリーダー。冷静沈着なカリスマドライバーで、メンバーからも厚く信頼されている。インターネットでハムスター譲渡の募集をかけた事で主人公と知り合い、その半年後に再開することになる。
中沢 アルトゥール 航河（なかざわ アルトゥール こうが）
声 - 緑川光
25歳。11月21日生まれ。AB型。ハンガリー生まれ(帰国後)長野県出身。身長182cm。
日本人とハンガリー人のハーフ。ハンガリーで生まれ10歳で日本の長野県に来たが、文化の違いと田舎のコミュニティに馴染めず、その容姿も手伝って浮いた存在となったため人付き合いが苦手。峠を走っていた際偶然慧と出会い、その走りに惚れ込んで一緒にチームを組むことになる。
鷹島 疾斗（たかしま はやと）
声 - 森久保祥太郎
22歳。8月21日生まれ。九州(福岡県)出身。身長173cm。
子供の頃からカートで様々なレースで好成績を上げ神童と呼ばれていた。裕福な家庭で育ったためか、感情の起伏が激しく少々わがまま。高校卒業後本格的にレースを始めるも、思うような成績が残せず悩んでいたときに慧と出会う。その時掛けられた悩みの核心を付く言葉でこの人と一緒に走りたいとチームに入った。
岩戸 和浩（いわと かずひろ）
声 - 佐藤ミチル
チームのメカニック。
24歳。4月24日生まれ。秋田県出身。身長169cm。
常に他人を思いやる優しい性格で、仲間と同じ人を好きになると身を引こうとしてしまう。過去の事故からメカニックを辞めていたが、慧にスカウトされチームのメンバーとなる。彼のルートではその役職からタイトルの「バックラッシュ」という言葉が登場する。
加賀見 琉（かがみ りゅう）
声 - 子安武人
27歳。7月24日生まれ。神奈川県出身。身長175cm。
PS2移植版の追加キャラ。第1作ではメインキャラとして登場している。
慧の弟で、人気バンド「オングストローム」を率いるミュージシャン。兄と違い天真爛漫な性格で、自由奔放に世界を飛び回っている。彼のルートに入ると他の4人は登場しなくなり、毛色の違うストーリーが進行するようになる。

### サブキャラクター
橘 カリナ（たちばな カリナ）
声 - 中村繪里子
「オングストローム」のレースクイーン。ひとみを目の敵にして何かと突っかかってくる。
伊達 杏子（だて きょうこ）
声 - 佐久間紅美
ひとみを読者記者として採用した敏腕編集者。公私共にひとみの良き相談相手。

## 主題歌
Special
- OP「promise」
  - 歌：子安武人
- ED「I wish」
  - 歌：緑川光

## 関連商品

### ドラマCD
- Darling Special Backlash 恋のエキゾースト・ヒート ドラマCD（2004年10月20日、サイトロン・デジタルコンテンツ / SCDC-00380）

OP「promise」、ED「I wish」Full version収録。
キャスト子安武人、緑川光、森久保祥太郎、佐藤ミチル、石井康嗣（楠木亮二 役）、佐久間紅美、吉野貴宏（オーナー / アナワンサー 役）

### 書籍
- Darling Special Backlash 恋のエキゾースト・ヒート オフィシャルファンブック（2005年2月、宙出版）